# Un jour, un enfant
«Un jour, un enfant» (en español: "Un día, un niño") es una canción interpretada por la cantante Frida Boccara que fue una de las cuatro ganadoras del Festival de la Canción de Eurovisión 1969 representando a Francia. 
En el festival celebrado en el Teatro Real de Madrid, y tras un empate sin precedentes que haría cambiar las normas del festival en el futuro, Frida Boccara compartió el primer premio con Lenny Kuhr (Países Bajos), Lulu (Reino Unido) y Salomé (España).
La canción es una balada clásica que describe las maravillas del mundo desde el punto de vista de un niño. Boccara grabó la canción en cinco idiomas: francés, inglés ("Through the Eyes of a Child"), alemán ("Es schlägt ein Herz für dich"), español ("Un día, un niño") e italiano ("Canzone di un amore perduto"). 
| Predecesor: "La, la, la" Massiel | Ganadora del Festival de Eurovisión junto con:"De troubadour" de Lenny Kuhr, "Boom Bang-a-Bang" de Lulu, y "Vivo cantando" de Salomé 1969 | Sucesor: "All Kinds of Everything" Dana |